# 圣莱奥纳尔 (热尔省)
圣莱奥纳尔（法語：Saint-Léonard，法語發音：[sɛ̃ leɔnaʁ] ⓘ）是法国热尔省的一个市镇，属于孔东区。

## 地理
圣莱奥纳尔（43°51'33"N, 0°46'8"E）面积13.11 平方千米，位于法国奧克西塔尼大區热尔省，该省份为法国西南部内陆省份，北起顺时针与洛特-加龙省、塔恩-加龙省、上加龙省、上比利牛斯省、大西洋比利牛斯省和朗德省接壤。
与圣莱奥纳尔接壤的市镇（或旧市镇、城区）包括：阿沃藏、比韦斯、布吕尼昂斯、卡代扬、圣克拉尔、图讷库普、于尔当。

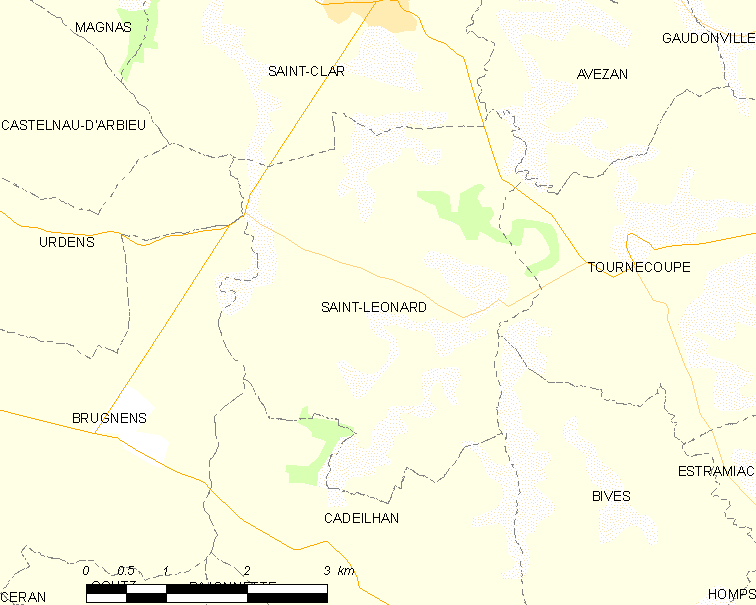
的OSM定位图

圣莱奥纳尔的时区为UTC+01:00、UTC+02:00（夏令时）。

## 行政
圣莱奥纳尔的邮政编码为32380，INSEE市镇编码为32385。

## 政治
圣莱奥纳尔所属的省级选区为弗勒朗斯-洛马涅县。

## 人口

1962-2008年间人口变化图示

圣莱奥纳尔于2022年1月1日时的人口数量为185人。